# کوسیچه
کوسیچه (به صربی: Kusiće) یک منطقهٔ مسکونی در صربستان است که در ولیکو گردیشت واقع شده‌است. کوسیچه ۱٬۰۵۶ نفر جمعیت دارد.